# Бамбата
Бамбата — комплекс археологічних культур в однойменній печері в Зімбабве (Африка).
Досліджувалася А. і Н. Джонсами в 1918, Л. Армстронгом у 1929 і Н. Джонсом в 1938—1939. При розкопках печери Бамбата, в Південній Родезії, над ашельським і мустьєрським шарами була виявлена товща печерних відкладень, насичена предметами, малюючими лик багатої та оригінальної культури. Культура ця, названа відповідно найменуванню самої печери культурою Бамбата, виявляє тісний зв'язок з попередньою, мустьєрською. Для неї особливо характерні великі вістря двох видів — широкі й вузькі. Прототипи їх є в мустьєрських знахідках, але в культурі Бамбата ці гострокінечники перетворюються вже в зовсім інші за характером вироби. Вони поступово набувають в результаті ретельної обробки віджимною ретушшю спочатку з одного боку, а потім з обох правильну лавролистну форму, наближаючись до солютрейського вістря, виявленого в Європі. Разом з гостроконечниками з'являються численні різці різних форм, скребки верхнєпалеолітичного вигляду, а також невеликі пластинки з затупленим краєм і відщепи з підтескою, виготовлені з кристалів кварцу.
Відкладення культури Бамбата перекриті шарами епохи неоліту і часу появи заліза.
Прогресивний характер змін, що відбулися в житті населення Південної Родезії в цей час, особливо наочно виражений у тому, що тут, як і в європейському палеоліті, виявляються пам'ятники вже досить розвиненого на ті часи мистецтва. У культурному шарі печери Бамбата знайдені були кулі та шматки жовтої охри, бурого і червоного гематиту, а також свого роду «олівці» з того ж матеріалу у вигляді стрижнів зі слідами використання для розмальовки скельної поверхні. На стінах печери уціліли і самі малюнки, виконані цією «пастеллю» кам'яної доби. Найбільш древні за ступенем збереженості малюнки виявилися зробленими жовтою фарбою. Тут, як і в печерних розписах Європи, були зображені тварини, переважно антилопи, форми тіла і пози яких були передані з дивовижною точністю і вірністю природі.
Ця або близька до неї культура простягалася і далі, аж до крайнього півдня африканського континенту. Тут теж відбувався перехід від мустьєрського періоду до своєрідного верхнього палеоліту, для знаряддь якого характерні кам'яні вістря, близькі до європейського вістря солютрейського типу. Там розвивалося і мистецтво, подібне у своїй основі з верхнєпалеолітичним мистецтвом Європи, яке продовжувало жити у корінного населення Південної Африки, предків бушменів, і тисячоліттями пізніше — аж до приходу європейців.

## Синоніми
Культуру Бамбата також називають родезійською стілбейською культурою.